# Калеш Димко
Калеш Димко е български хайдутин, действал през втората половина на XIX век в Прилепско. В 1885 година в четата му е и дядо Андрей Петров.